# Департамент захисту економіки Національної поліції України
Департамент захисту економіки Національної поліції України — колишній міжрегіональний територіальний орган у складі кримінальної поліції Національної поліції України, що здійснював оперативно-розшукову діяльність згідно із Законом України «Про оперативно розшукову діяльність».
Департамент захисту економіки (далі — Департамент) у своїй діяльності керувався Конституцією та законами України, актами Президента України та Кабінету Міністрів України, а також іншими актами законодавства України, прийнятими відповідно до Конституції та законів України, у тому числі нормативно-правовими актами МВС та Положенням «Про Департамент захисту економіки Національної поліції України».
Департамент захисту економіки Національної поліції України утворений Постановою Кабінету Міністрів України від 13 жовтня 2015 року № 830 «Про утворення територіального органу Національної поліції».
Наказом Голови Національної поліції України Деканоідзе Х. від 07.11.2015 року № 81 затверджено «Положення про Департамент захисту економіки Національної поліції України» в якому визначено напрями його діяльності, повноваження, структуру.
Ліквідовано Постановою Кабінету Міністрів України від 2 вересня 2019 року № 841 «Про ліквідацію територіального органу Національної поліції».

## Завдання Департаменту
- участь у формуванні та забезпеченні реалізації державної політики у сфері боротьби із злочинністю, захисту економіки та об'єктів права власності;
- виявлення, запобігання та припинення злочинів у сфері економіки, в тому числі вчинених суспільно—небезпечними організованими групами та злочинними організаціями (далі — ОГ та ЗО), які впливають на соціально-економічну і криміногенну ситуацію в державі та в окремих її регіонах;
- боротьба з корупцією й хабарництвом у сферах які мають стратегічне значення для економіки держави та серед посадових осіб органів державної влади і самоврядування;
- протидія корупційним правопорушенням і правопорушенням, пов'язаним з корупцією;
- установлення причин і умов, які сприяють учиненню правопорушень у сфері економіки, та вжиття заходів щодо їх усунення.

## Функції Департаменту
Департамент відповідно до покладених на нього завдань (основні):
1. аналізує стан економічної злочинності, чинники, що її обумовлюють, прогнозує криміногенну ситуацію в соціально-економічній сфері держави та окремих її регіонах; розробляє та вносить пропозиції керівництв;. Національної поліції України щодо організації діяльності підрозділів захисту економіки;
2. взаємодіє із структурними підрозділами Національної поліції України та іншими органами державної влади, підприємствами, установами, організаціями, у тому числі громадськими, а також з правоохоронними органами іноземних держав і міжнародними організаціями у вирішенні питань боротьби зі злочинністю;
3. уживає заходи з протидії злочинам в органах державної влади, проти власності, у сфері інтелектуальної власності, пов'язаним з фальшивомонетництвом, а також із забезпечення відшкодування завданих зазначеними злочинами збитків;
4. протидіє кримінальним правопорушенням у сфері господарської діяльності, земельних відносин і використання державного майна, запобігання незаконному використанню надр та інших природних ресурсів, легалізації (відмиванню) доходів, одержаних незаконним шляхом;
5. уживає заходи щодо захисту бюджетних коштів від злочинних посягань, забезпечення правомірності застосування процедур закупівлі товарів, робіт і послуг та цільового використання бюджетних коштів;
6. уживає заходи, спрямовані на встановлення майна та матеріальних цінностей, здобутих злочинним шляхом, щодо яких судом може бути прийнято рішення про стягнення їх для відшкодування завданих злочинами збитків чи виконання додаткової міри покарання у вигляді конфіскації майна;
7. бере участь у встановленому порядку у розгляді депутатських запитів і звернень народних депутатів України, звернень громадян, підприємств, установ, організацій, вивченні публікацій і повідомлень у засобах масової інформації з питань, то належать до компетенції Департаменту:
8. сприяє забезпеченню відповідно до законодавства правовою режиму воєнного стану, у разі його оголошення на всій території України або в окремій місцевості.

Департамент захисту економіки мав структурні підрозділи у всіх областях України та місті Києві, які прямо підпорядковувались керівнику.
Керівником Департаменту захисту економіки Національної поліції України був генерал поліції 3-го рангу Купранець Ігор Михайлович, який одночасно є заступником Голови Національної поліції України.
01061, м. Київ, вул. Академіка Богомольця, 10

## Територіальні підрозділи
Управління захисту економіки в Вінницькій області
Начальник управління — Олійник Юрій Миколайович, полковник поліції
Адреса: м. Вінниця, вул. Чорновола, 5
Управління захисту економіки в Волинській області
Начальник управління — Крошко Юрій Олександрович, полковник поліції
Адреса: м. Луцьк, вул. Загородня, 5А
Управління захисту економіки в Дніпропетровській області
Начальник управління — Даниляк Андрій Володимирович, полковник поліції
Адреса: м. Дніпро, проспект Пилипа Орлика 11
Управління захисту економіки в Донецькій області
Т.в.о. начальника управління — Левітов Максим Олександрович, підполковник поліції
Адреса: м. Маріуполь, проспект Нахімова, б. 86. та вул. Георгіївська 63
м. Мирноград, вул. Центральна, 73
Управління захисту економіки в Житомирській області
Начальник управління – Малина Сергій Леонідович, майор поліції
Адреса: м. Житомир вул. Старий Бульвар, 5/37
Управління захисту економіки в Закарпатській області
Начальник управління – Іванків Андрій Васильович, полковник поліції
Адреса: м. Ужгород, вул. Можайського, 3
Управління захисту економіки в Запорізькій області
Начальник управління – Хименко Олександр Володимирович, полковник поліції
Адреса: м. Запоріжжя, вул. Незалежної України, 56
Управління захисту економіки в Івано-Франківській області
Начальник управління – Банк Михайло Васильович, полковник поліції
Адреса: м. Івано-Франківськ, вул. Богдана Лепкого, 28,
Управління захисту економіки в Київській області
Начальник управління – Нідзельський Володимир Олександрович, полковник поліції
Адреса: м. Київ, вул. Межигірська, 8
Управління захисту економіки в м. Києві
Начальник управління – Ярош Георгій Володимирович, полковник поліції
Адреса: м. Київ, вул. Антоновича, 114
Управління захисту економіки в Кіровоградській області
Начальник управління – Духно Володимир Миколайович, підполковник поліції
Адреса: м. Кропивницький, вул. Велика Перспективна, 30,
Управління захисту економіки в Львівській області
Начальник управління – Голиш Олег Ігорович, полковник поліції
Адреса: м. Львів, вулиця Федьковича, 50-а
Управління захисту економіки в Луганськії області
Начальник управління – Камишанський Олексій Юрійович, полковник поліції
Адреса: м. Сєвєродонецьк, вул. Маяковського, 18
Управління захисту економіки в Миколаївській області
Начальник управління – Малишев Костянтин Вікторович, полковник поліції
Адреса: м. Миколаїв, вул. Декабристів, 5
Управління захисту економіки в Одеській області
Начальник управління – Семенцов Олексій Юрійович, полковник поліції
Адреса: м Одеса, вул. Осипова, 23
Управління захисту економіки в Полтавській області
Начальник управління – Абрикосов Дмитро Сергійович, полковник поліції
Адреса: м. Полтава, вул. Соборності, 38
Управління захисту економіки в Рівненській області
Начальник управління – Єфтеній В'ячеслав Валерійович, полковник поліції
Адреса: м. Рівне, вул. Пушкіна, 4
Управління захисту економіки в Сумській області
Начальник управління – Подсоха Богдан Анатолійович, полковник поліції
Адреса: м. Суми, вул. Покровська, 9
Управління захисту економіки в Тернопільській області
Т.в.о. начальника управління – Панченко Олег Олегович, підполковник поліції
Адреса: м. Тернопіль, вул. Назарія Яремчука, 34.
Управління захисту економіки в Харківській області
Начальник управління – Розумяк Роман Володимирович, полковник поліції
Адреса: м. Харків, вул. Весніна 14 (1-й під'їзд)
Управління захисту економіки в Херсонській області
Начальник управління – Петренко Андрій Миколайович, підполковник поліції
Адреса: м. Херсон, вул. Лютеранська, 4
Управління захисту економіки в Хмельницькій області
Начальник управління – Полянський Олег Олександрович, підполковник поліції
Адреса: м. Хмельницький, вул. Зарічанська, 7
Управління захисту економіки в Черкаській області
Начальник управління – Труба Артем Сергійович, підполковник поліції
Адреса: м. Черкаси, вул. Благовісна, 189
Управління захисту економіки в Чернівецькій області
Начальник управління – Тичина Іван Георгійович, підполковник поліції
Адреса: м. Чернівці, вул. Небесної Сотні, 2-г
Управління захисту економіки в Чернігівській області
Начальник управління – Хомічук Руслан Миколайович, підполковник поліції
Адреса: м. Чернігів, вул. І. Мазепи, 70